# Ángel Guirado
Pour les articles homonymes, voir Guirado.
Ángel Guirado, né le 9 décembre 1984 à Malaga en Espagne, est un footballeur international philippin d'origine espagnole. Il est le jeune frère de Juan Luis Guirado.
Il évolue actuellement au poste de milieu offensif avec le club de l'Olímpic de Xàtiva.

## Biographie

### Sélection
Ángel Guirado est convoqué pour la première fois par le sélectionneur national Michael Weiß pour un match des éliminatoires de l'AFC Challenge Cup 2012 face à la Birmanie le 21 mars 2011. Le 25 mars 2011, il marque ses deux premiers buts en équipe des Philippines lors du match des éliminatoires de l'AFC Challenge Cup 2012 face au Bangladesh.
Il participe à l'AFC Challenge Cup en 2012 avec les Philippines.

## Palmarès

### En club
- Global FC :
  - Champion des Philippines en 2012.

## Statistiques

### Buts en sélection
Le tableau suivant liste les résultats de tous les buts inscrits par Ángel Guirado avec l'équipe des Philippines.